# West Lancashire
 (décembre 2024).
Si vous disposez d'ouvrages ou d'articles de référence ou si vous connaissez des sites web de qualité traitant du thème abordé ici, merci de compléter l'article en donnant les références utiles à sa vérifiabilité et en les liant à la section « Notes et références ».
West Lancashire est un district non métropolitain du comté de Lancashire. La ville rurale de Ormskirk est le chef-lieu.
La ville la plus grande de West Lancashire est Skelmersdale. Parmi les autres villes et villages sont Aughton, Burscough, Halsall, Parbold, Newburgh et Banks.